# Tormod Hausken Jacobsen
Tormod Hausken Jacobsen, né le 17 août 1993 à Stavanger, est un coureur cycliste norvégien.

## Biographie
En 2014, il devient champion de Norvège sur route en réglant au sprint un petit groupe d'échappés, qui s'est détaché des favoris Alexander Kristoff et Lars Petter Nordhaug.
Il met sa carrière entre parenthèses à l'issue de la saison 2015, après avoir perdu la motivation.

## Palmarès et résultats

### Palmarès par année
- 2010[2]
  - 4e étape du Youth Tour juniors
- 2011
  - 2e du championnat de Norvège du contre-la-montre par équipes juniors
- 2013
  - 2e étape des Quatre Jours de Tønsberg
- 2014
  -  Champion de Norvège sur route

### Classements mondiaux
| Année                                 | 2013 | 2014 |
| ------------------------------------- | ---- | ---- |
| UCI Europe Tour                       | 664e | 325e |
|                                       |      |      |
| Légende : nc = non classéSource : UCI |      |      |